# 同位核
同位核（どういかく）は、陽子の数が同じで中性子の数が異なる原子核。言い換えれば、同位体の原子核。すなわち、同位核同士の原子番号は等しく、同位核同士は同じ元素を構成することになる。原子核が同位核に置き換わった場合の原子の性質の変化を同位体効果と呼ぶ。